# 山形信用金庫

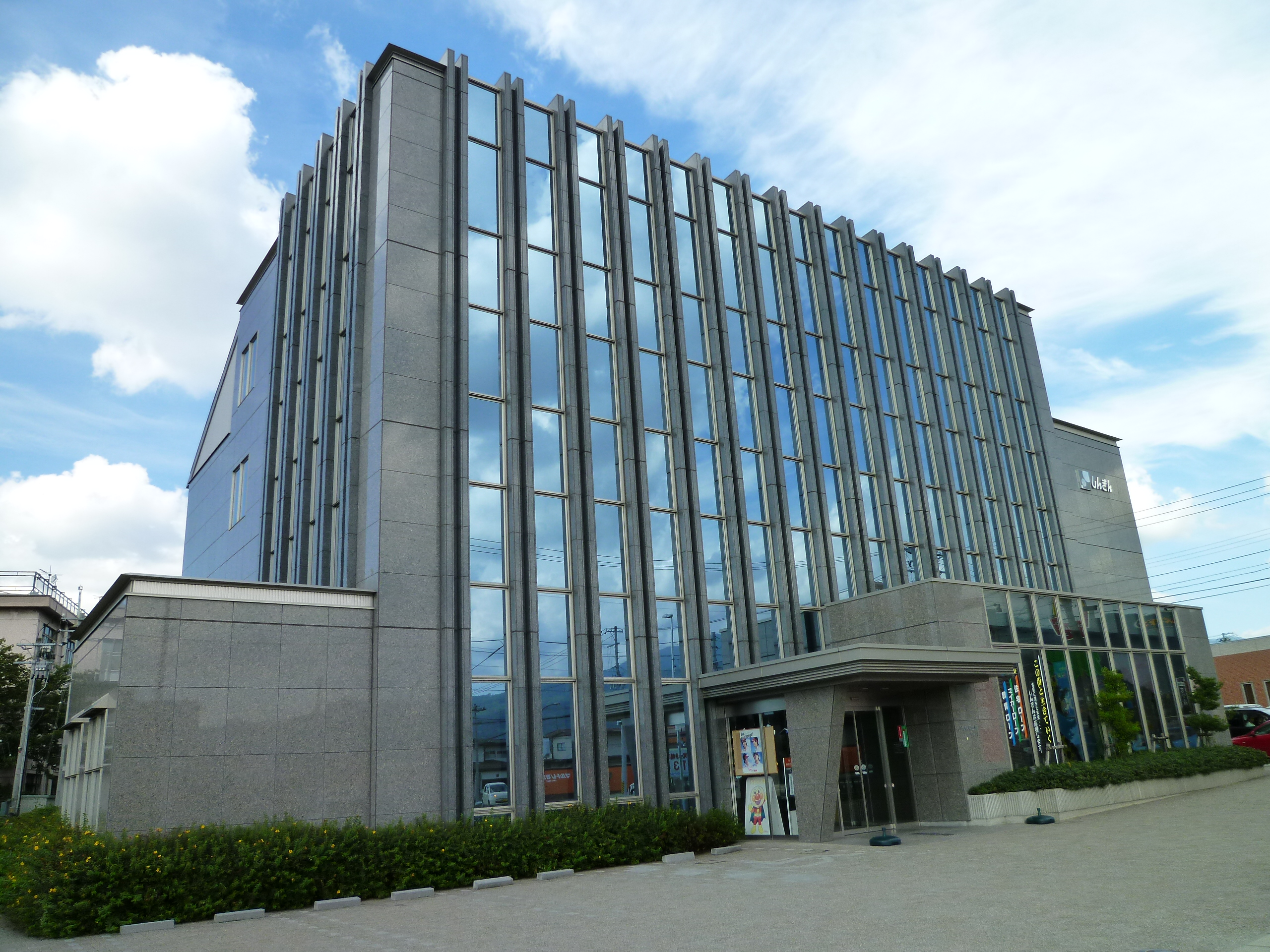
本部（荒楯支店が入居）

山形信用金庫（やまがたしんようきんこ、英語：Yamagata Shinkin Bank）は、山形県山形市に本店を置く信用金庫である。略称は「山形しんきん」。山形市内のほか、上山市と寒河江市、天童市、西村山郡河北町にも店舗を展開している。

## 概要
2007年6月、同年10月に郵政民営化によってゆうちょ銀行が発足し、経営環境が変化する状況にあって規模の拡大は不可避との認識から、山形信金が山形庶民信用組合（しょみん）に合併を申し入れた。しょみんも要請を受け入れ、合併を決断した。当初は2009年5月に合併を予定していたが、合併目的を早期に実現するため前倒しして、2009年2月16日、対等合併した。存続金融機関は山形信金。本店は旧しょみん本店に、本部は旧山形しんきん本部（同金庫荒楯支店併設）にそれぞれ置いた。これによって従来の山形しんきん本店は、合併に伴って七日町支店に降格した。
合併後のロゴマークは旧しょみんのものを基本的に継承したが、「しょみん」の文字は「しんきん」と変えた。従前の山形しんきんの通帳・カードの強制切替はないが、ロゴは旧しょみんベースに変更されたため、合併後に山形しんきんが発行する通帳・カードはデザインを変更した。また、合併前、看板やホームページでは「山形しんきん」と略称で称してきたが、合併により旧しょみんから引き継いだロゴとともに「山形信用金庫」と正式名称で標記し、コーポレートカラーも、合併前の青から、旧しょみんと同じ赤に変更した。
合併後の店舗網の再編として、2009年9月28日、薬師町支店（旧山形しんきん店）が道路拡張工事に伴う土地収用のため、移転を余儀なくされたことから市北支店（旧しょみん店）に統合した。また翌年9月27日には、上山南支店（旧しょみん店）が1.1kmほど離れた場所に位置する上山支店（山形しんきん店）に統合されている。その後、2014年11月25日には、旧本店である七日町支店を同市相生町に新築移転の上で山形営業部に昇格させ、併せて移転先近隣に所在する市北支店（上記）を統合した。

## 店舗展開
山形市、上山市、寒河江市、西村山郡河北町、天童市に本支店を開設している（定款上の営業区域は、加えて、村山市、東村山郡のうち中山町・山辺町、西村山郡のうち大江町・西川町・朝日町となる）。

## 沿革
- 1949年（昭和24年）5月 - 山形市信用組合として設立。
- 1950年（昭和25年）4月 - 山形信用組合に改組。
- 1952年（昭和27年）5月 - 信用金庫法に基づく「山形信用金庫」となる。
- 1969年（昭和44年）4月 - 創業20周年。
- 1977年（昭和52年）7月 - 東北地区信金共同事務センターにオンラインを移行。
- 2004年（平成16年）11月 - 本部・荒楯支店新築移転。
- 2008年（平成20年）
  - 12月 - 山形銀行と連携強化を狙いとした提携趣意書を取り交わし他、山銀リースとも業務提携を締結。
  - 12月15日 - イオン銀行との相互接続開始。
- 2009年（平成21年）2月16日 - 山形庶民信用組合と合併。本店を旧庶民信組本店・本部所在地に移転。旧本店窓口は七日町支店に改称。
- 2014年（平成26年）11月25日 - 七日町支店（旧・本店）を同市相生町に移転し、山形営業部に改称・昇格。併せて移転先の近隣に所在する市北支店を統合。
- 2015年（平成27年）12月 - 山形県、山形県信用金庫協会、県内信金と「やまがた創生」に関する連携協定を締結。
- 2017年（平成29年）1月 - 米沢信用金庫、会津信用金庫とともに山形、米沢、会津の各地域を巡る旅行モデルコースを作成して発表[4][5]。
- 2019年（令和元年）11月22日 - 日本政策金融公庫や県内3信金（鶴岡・米沢・新庄）とともに、山形県生活衛生営業指導センターと業務連携の覚書を締結[6]。
- 2020年（令和2年）2月25日 - 南原支店を荒楯支店に統合[7]。

## 街なかホール きんこん館

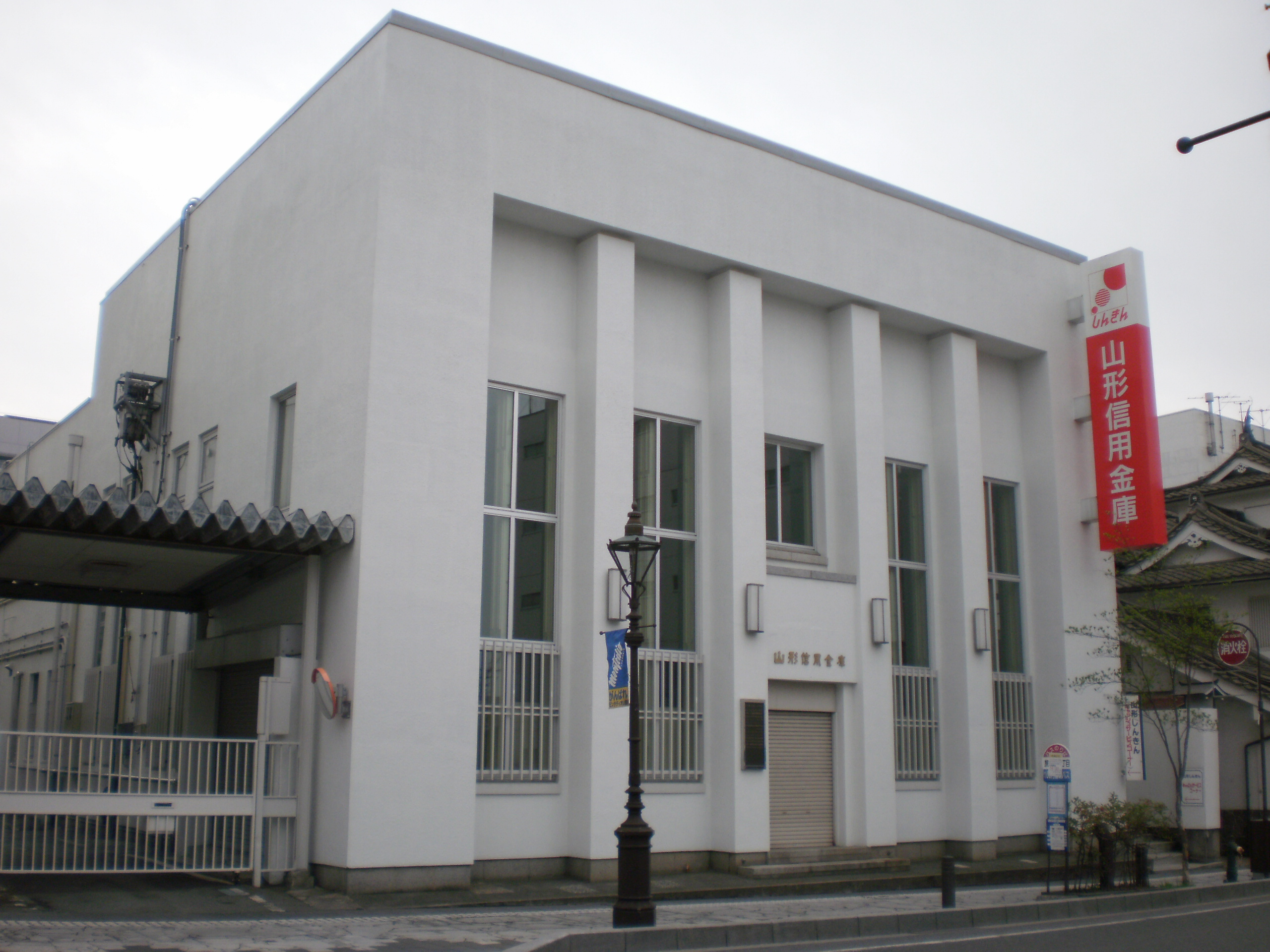
街なかホール きんこん館
（画像は七日町支店時代のもの）

2016年9月29日、2014年11月の営業部昇格に伴う移転により閉鎖された山形市七日町1丁目の旧七日町支店を情報発信拠点「街なかホール きんこん館」と改装してオープンした。同館は元々富士銀行が建物を新築し山形支店を置いていたが、同店がジャスコ山形店などが新規オープンする商業ビルである寿ビル1階（のちのCOCO21、現：シティタワー山形七日町が立地）に移転したため、1973年に山形しんきんが富士銀から建物を買収。以後、本店として利用してきた。しょみんと合併後は、七日町支店として営業。2014年11月からはATMコーナーのみが残置していた。
2016年9月、山形しんきんは地方創生の観点から公開を決定。街中の賑わい創出に繋げて行きたいとしてとしている。開館は平日午前9時～午後5時。市街地で開かれるイベント時は土日、祝日の開放も検討するとしている。

## totoの払い戻し店
スポーツ振興くじ (toto) 当選券の払戻店は以下の店舗でのみ取り扱う。販売業務は行っていない。
- 山形営業部
- 城南支店
- 上山支店
- 寒河江支店
- 谷地支店